# The Kate Logan Affair
The Kate Logan Affair (Brasil: Traição Perigosa ) é um filme de drama e suspense produzido no Canadá em 2010, escrito e dirigido por Noël Mitrani e com atuações de Alexis Bledel e Laurent Lucas. O filme é sobre uma jovem psicologicamente instável chamada Kate Logan e um francês casado que se vê envolvido em um adultério. Baseado na história real de um crime cometido em 2002 por uma policial de Alberta.

## Sinopse
Benoit Gando (Laurent Lucas) é um agente de seguros francês que visita uma pitoresca cidade do norte de Ontário para uma conferência. Ele tem um casamento estável com uma engenheira nuclear e uma filha de onze anos de idade. Benoit está deixando uma loja de conveniência quando a policial novata de 27 anos Kate Logan (Alexis Bledel) o confunde com um estuprador procurado na cidade. Ela explica o mal-entendido e deixa-o ir, embora seja possível que ela inventou a história para se apresentar a ele, mas surge a questão de como ela sabia quem ele era antes. Mais tarde naquela noite, ela aparece em seu motel e oferece-lhe uma bebida para compensar o encontro. Ele aceita e devido a seus flertes "inocentes" acabam dormindo juntos.
Em um encontro subseqüente, Kate mostra a Benoit como segurar e apontar sua pistola de serviço. Enquanto ele faz isso de brincadeira, nunca tendo lidado com um antes, a pistola dispara e uma bala é colocada na parede do quarto do motel. Temendo a perda de seu emprego, Kate arrasta Benoit mais fundo no caso e ambos estão agora em fuga. Benoit só quer ir à polícia e dizer a verdade que foi apenas um acidente. Ela o mantém ameaçando dizer à sua esposa que dormiram juntos. Ela diz a ele que eles vão chegar a uma solução melhor.
O resultado da situação é trágico para todos, menos para Kate. Esta mulher consegue destruir muitas vidas, mas sai ilesa dela. Ela mata Benoit e faz com que pareça uma autodefesa e consegue evitar perder o emprego de policial.

## Elenco
- Alexis Bledel como Kate Logan
- Laurent Lucas como Benoît Gando
- Noémie Godin Vigneau como Valérie Gando
- Serge Houde
- Pierre-Luc Brillant
- Ricky Mabe
- Cory Fantie
- Martin Thibaudeau
- Bruce Dinsmore
- Tarah Schwartz
- Kate Drummond